# 京都大学ヒト行動進化研究センター
京都大学ヒト行動進化研究センター（きょうとだいがくヒトこうどうしんかけんきゅうセンター、英: Center for the Evolutionary Origins of Human Behavior, Kyoto University、略称：EHUB）は、京都大学の学内共同教育研究施設で、ヒトの進化に由来する行動特性を、サル類の実験的研究により生物学的に解明することを目的としている研究所である。
京都大学霊長類研究所の研究部門である10分野2施設のうち3分野2施設を引き継ぐ形で2022年4月に発足した。京都大学犬山キャンパス（愛知県犬山市官林）に所在する。
ニホンザルの飼育・提供については、京都大学犬山キャンパス運営協議会の管理の下、その役割を引き継ぎ、学外への貢献を継続する。日本モンキーセンターに隣接している。キャンパス用地は設立時に名古屋鉄道（名鉄）より寄附を受けたものである。
当研究センターは、運営が軌道に乗るまでは教育研究活動について全学的なガバナンスの下に実施することとし、3年以内に先端的・学際融合的研究を発展させる観点から抜本的な改組を検討する、としている。

## 概要
京都大学霊長類研究所を解散し、霊長類研が保有していた犬山地区を、複数の部局で構成される「京大犬山キャンパス」運営協議会の下で運営し、各種経理事務を客観的かつ厳格に執行できる体制を整備するために、霊長類研の一部を引き継ぐ形で2022年4月1日発足。
新センターおよび犬山キャンパス運営協議会にかかる事務は北部構内事務部が担当する。当センターの経理責任者は北部構内事務部長となっている。
改編にあたり、思考言語分野、認知学習分野が廃止、細胞生理分野は今後の人員体制等を考慮し一旦廃止とされた。
霊長類研は、ヒトを含めた霊長類の生物学的特性で多くの研究成果を上げてきた。当センターは脳科学を主な研究対象とし、サル類の行動進化研究の国際的、学際的な拠点を形成している。
霊長類研の進化形態分野、系統発生分野は総合博物館・理学研究科が、生態保全分野、社会進化分野は野生動物研究センター・生態学研究センターが引き継いでいる。

## 組織

### 研究組織
- 高次脳機能分野
- 統合脳システム分野
- ゲノム進化分野
- 人類進化モデル研究センター（実験動物科学）
- 国際共同先端研究センター

### 大学院教育
当センターは、京大野生動物センター、生態学研究センター、総合博物館の一部の教員と共に、理学研究科生物科学専攻霊長類学・野生動物系の協力講座として大学院教育を行っている。

## 沿革
- 2022年4月1日 - 京都大学霊長類研究所の研究費不正を受け、廃止し、「ヒト行動進化研究センター」「野生動物研究センター」「生態学研究センター」「理学研究科生物科学専攻」に改編。

## 歴代所長
- 初代：中村克樹[7]（2022年4月 - 2026年3月（予定））[8]